# René Guissart
René Jacques Guissart, francoski veslač, * 12. september 1929, Hampstead, London, † 8. september 2014, Grasse, Francija.
Guissart je za Francijo nastopil na Poletnih olimpijskih igrah 1952 in 1956.
Leta 1952 je s soveslačem Jean-Pierrom Souchejem v dvojcu brez krmarja osvojil peto mesto, štiri leta kasneje pa je v Melbourneu s francoskim četvercem braz krmarja osvojil bronasto medaljo. 